# علي فاضل (ممثل عراقي)
علي فاضل عباس (2 يناير 1982م - الآن) ممثل ومخرج عراقي، إشتهر بتقديمه لبرنامج ولاية بطيخ.

## مسيرته الفنيه
علي فاضل خريج كلية الفنون الجميلة تنقل علي فاضل بمشواره بين التقديم التلفزيوني والاعداد والتمثيل والإخراج عمل في العديد من الفضائيات منذ عام 2005 في قناة الشرقية في برنامج مواهب ثم انطلق فيها كمقدم برنامج اهل المدينة ثم برنامج علج مي في قناة هنا بغداد ومخرج برنامج ولاية بطيخ وظهر أيضا في قناة دجلة الفضائية وقناة آسيا الفضائية
وقناة يو تي في واختص بالكوميديا السياسية. حصل على درع اليوتيوب ذهبي وقناته على يوتيوب وصلت إلى ما يقارب 9 ملايين مشترك، ومليارين مشاهده، تميز وابدع في برنامج ولاية بطيخ وهو برنامج منوعات ومشاهد كوميديا عراقية ويتناول القضايا السياسية وقضايا الشارع العراقي والشؤون الاقتصادية والاجتماعية والتربوية لدى المجتمع العراقي بصيغة كوميديا هزلية عمل على فلم عربي في القاهرة بمشاركة كادر ولاية بطيخ بعنوان سلاحف النينجا حيث تم التعاون مع شركة مقام للإنتاج الفني

## التهديدات
واجه العديد من الانتقادات والتهديدات من قبل أصحاب النفوذ الذي لامسهم النقد البناء خوفاً على مصالحهم ولا يقتصر على التهديدات والابتزاز بل هاجمت مجموعة مسلحة تنتمي إلى إحدى القبائل من جنوبي العراق منزل علي فاضل في منطقة بارك السعدون وسط العاصمة العراقية حيث اضطرت عائلة علي فاضل ترك المنزل خوفاً على حياتهم ووضح علي فاضل انهم مجموعه ابتزازيه تمتهن النصب والاحتيال باسم التقاليد العشائرية قامت بمحاوله ابتزاز فريق ولاية بطيخ بدفع من بعض الساسة المتضررين من النقد الذي لم يتمكنو من ايقافه أو التشكيك بنزاهته.

## أعماله

### برامج
1. ولاية بطيخ 1-5
2. علج مي
3. أهل المدينة
4. ميد أن تركيا

### مسلسلات
1. جراوية
2. زيدان المليان
3. أيام الإجازة الجزء الثاني
4. بنج عام
5. غيد
6. العائلةx
7. بنج عام الجزء الثاني

### رسوم متحركة
- افتح يا بستم

### أغاني
- حديقة على يوتيوب
- لا على بختك على يوتيوب
- يا شمسنا الدايره على يوتيوب
- ساعة السودة على يوتيوب
- هاي شنو على يوتيوب